# Collegio San Luigi
Il collegio San Luigi è un Istituto Comprensivo di Bologna, la scuola più antica della città.
L'Istituto Collegio San Luigi è diretto dalla congregazione dei Chierici regolari di San Paolo, detti Barnabiti. L'Ordine dei Barnabiti, approvato dalla Chiesa a Bologna nel 1533, ebbe come fondatore sant'Antonio Maria Zaccaria, medico e sacerdote.
È collocato all'interno del "Palazzo del Giglio", di proprietà del conte Carlo Zani, che sotto la sua direzione iniziò dal 1645 ad accogliere ragazzi e giovani del popolo e venne intitolato a san Luigi Gonzaga. Nel 1717 i Gesuiti unificarono i fabbricati del Collegio dei Nobili e di San Luigi, dando origine all'edificio che esiste oggi. A fianco al Palazzo del Giglio, ed a questo collegata, fa parte del complesso la Chiesa di Sant'Antonio Abate. Al primo piano della sede del collegio si trova anche il teatro Guardassoni.
Al suo interno è presente la biblioteca padre Ambrogio Mazenta, con un patrimonio di 48.000 volumi.